# Humza Yousaf
Humza Yousaf (født d. 7. april 1985) er en skotsk politiker med pakistanske rødder, som var Skotlands førsteminister fra marts 2023 til maj 2024. Han har været formand for Scottish National Party, og har været medlem af Skotlands parlament siden 2011. Han har pakistansk baggrund og blev ved sit valg til Skotlands førsteminister, den første etniske minoritet til at holde dette embede.
Den 29. april 2024 meddelte Yousaf, at han gik af som førsteminister og formand for SNP.

## Baggrund
Yousaf er født i Glasgow til forældre fra Pakistan.

## Politisk karriere

### Første valg og ministerposte
Yousaf blev medlem af SNP i 2005, og arbejdede over de næste år som assistent for flere prominente medlemmer af partiet, herunder Alex Salmond. Han blev for første gang valgt til Skotlands parlament i 2011.
Yousaf blev i 2012 udpeget som minister for Europa og udviklingssamarbejde, og han blev hermed den første etniske minoritet i Skotland til at blive udpeget som minister. Han fortsatte i denne rolle frem til 2016, hvor han blev minister for transport og øerne.
Yousaf blev i 2018 udpeget til justitsminister. Han fortsatte i denne rolle frem til 2021, hvor han i stedet blev gjort til sundhedsminister.

### SNP-formand og førsteminister
Nicola Sturgeon annoncerede i februar 2023, at hun ville stoppe from SNP-formand og førsteminister. Få dage senere, annoncerede Yousaf, at han ville være kandidat til at erstatte hende. Efter en længere valgkamp, så vandt Yousaf den 23. marts 2023 valget, da han fik 52% af stemmerne. Den 28. marts blev han officielt bekræftet som Skotlands nye førsteminister af parlamentet, og blev hermed den første etniske minoritet til at holde dette embede.
Den 29. april 2024 meddelte Yousaf, at han trak sig fra posterne som formand for SNP og som førsteminister, da der i parlamentet viste sig at være et flertal imod SNP's mindretalsregering efter den havde opsagt en aftale med Scottish Greens om regeringens parlamentariske grundlag. Han vil dog fortsætte på posterne, indtil SNP har valgt en afløser.